# Arithmograph
Im 19. Jahrhundert wurden Rechenmaschinen als Arithmograph bezeichnet, die man heute wahrscheinlich eher Arithmometer nennen würde. Beispielsweise baute Léon Bollée 1887 einen derartigen Arithmographe.
Auch Zahlenschieber wurden 1889 von dem Franzosen L. Troncet erfunden und unter dem Namen Arithmographe verkauft.

## Weblink
- ArithmoGraph

## Vergleiche
- Arithmogriph – Symbolrätsel